# Aperetiset
| Aa20 | D21 · t | Q1 | t | C9 |

| Aa20 | D21 · t | Q1 | t | C9 |

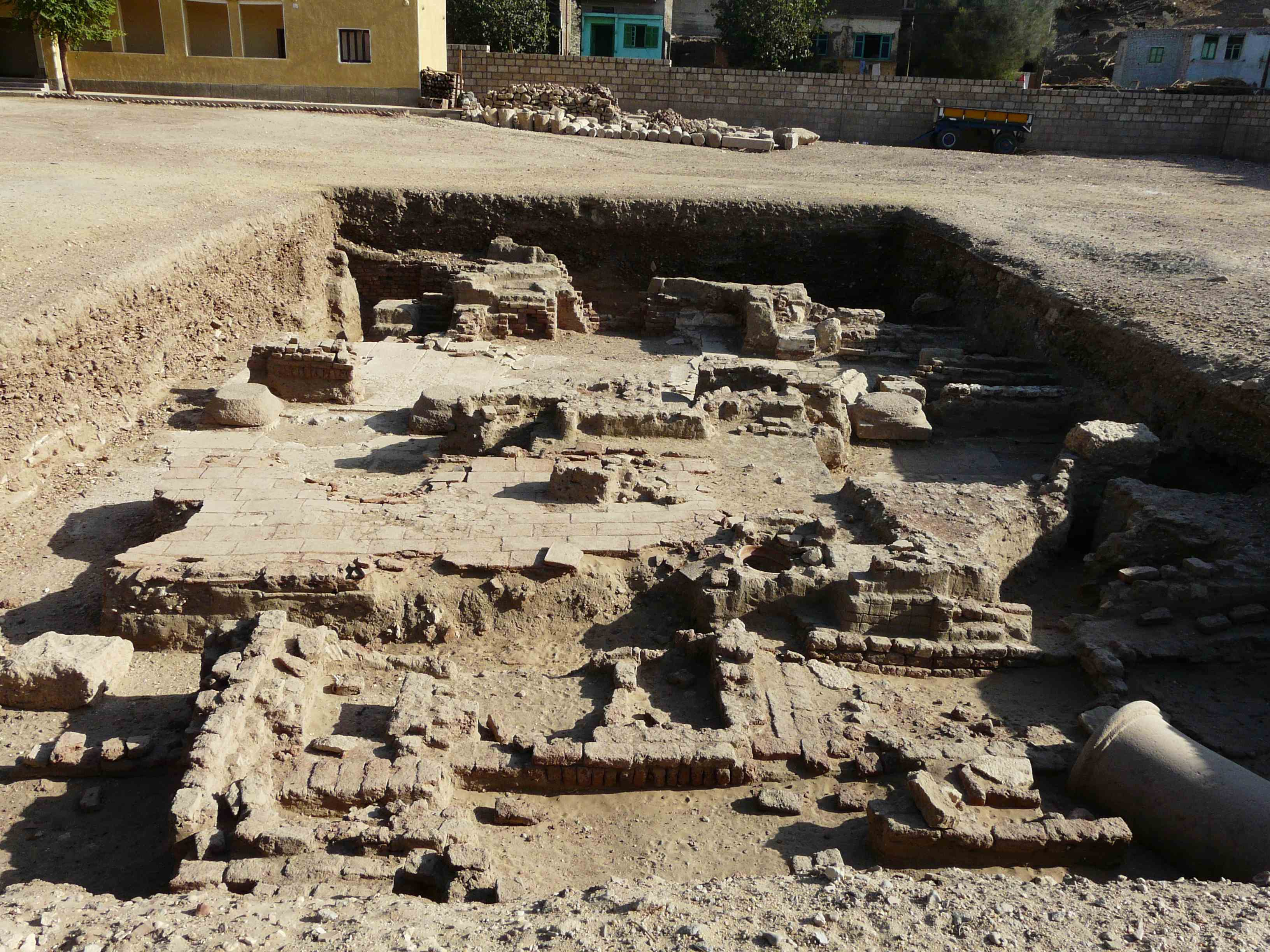
Restos del templo ramésida de Min, esposo de Aperetiset, en la ciudad de Ajmim.

Aperetiset o Aperet-Isis (egipcio antiguo: ˁpr.t ꜣs.t; también en griego: Trifis) es una diosa leona de la mitología egipcia que tenía su principal lugar de culto en la ciudad de Ajmim, en el Alto Egipto. Apenas sólo se la conoce por inscripciones tardías, que datan de los períodos saíta y grecorromano.
Su nombre significa "la que amuebla el trono" o "la que tiene un trono". Tiene el título de "Mujer Importante".
Inicialmente parece ser la fusión de dos diosas, la leona Repit  e Isis, suplantando finalmente a Isis. Pero también de Repit o Hathor pues es representada con el tocado hathórico, formado por el disco solar enmarcado por dos cuernos y ocasionalmente con una alta corona de plumas. Por ello, se piensa que es una forma de Hathor leontocéfala, la diosa del amor.
En Ajmim ("El montículo de Min"), la Panópolis griega y capital del nomo IX del Alto Egipto formaba una tríada divina junto con Min, lo que acentúa su característica de fertilidad y su hijo Colantes o con Horus en época tardía y grecorromana. Como diosa con el nombre griego de Trifis también era considerada la "madre de Colantes", y se fusionó con ella para formar "Aperetiset en la Casa de la Luna".